# 大野木氏
大野木氏（おおのぎし）は日本の氏族で佐々木高綱を祖とする佐々木氏分流。転じて大八木氏（おおやぎし）と称して江戸幕府奥医師や柳河藩医や高松藩士になった家もある。

## 概要
佐々木高綱の子孫で近江国坂田郡大野木城（現在の滋賀県米原市）に住して大野木（おおやぎ）氏を称したとする。
「乃木大将事蹟」の系図では野木氏の祖である野木光綱の弟の高重（二郎兵衛尉、大野木庄左衛門尉）を大野木氏の祖としている。また柳河藩士の大八木氏系図では大野木氏は高綱の二男である次郎左衛門高行の子孫としている。
戦国時代の浅井氏家臣に大野木秀俊（土佐守）がいる。

## 大八木氏
大野木氏の中に大八木氏に改姓した家がある。柳河藩士の大八木氏系図では高綱の二男である次郎左衛門高行の16代孫の高澄（加賀守）が近江国坂田郡大野木郷に住して大野木氏を称し、後に大八木氏と改姓したとする。高澄の子・永広（小兵衛）は細川忠興に預けられて後に山城国嵯峨に住し、永広の子である玄忠が医者となり、その子孫が江戸幕府の奥医者や柳河藩医、高松藩士になったとする。
また、寛政重修諸家譜では大野木高盛（加賀守）が三代の子孫である秀盛（新右衛門）が剃髪して玄忠と称して医者となり、その4代目の大八木高豊（伝庵）が正徳元年（1711年）に幕府奥医師になったとしている。